# Southern Ute
Southern Ute – jednostka osadnicza w Stanach Zjednoczonych, w stanie Kolorado, w hrabstwie La Plata.